# Flora Drummond
Flora McKinnon Drummond, född Gibson 4 augusti 1878 i Manchester, död 17 januari 1949 i Carradale, var en brittisk rösträttskvinna.
Drummond var en framstående talare och en ivrig förespråkare för kvinnors rättigheter som nio gånger fängslades för sina aktiviteter. Hon utsågs till "General Drummond"  då hon 1908 anförde medlemmarna i Women's Social and Political Union under deras marsch till den stora demonstrationen för kvinnlig rösträtt i Hyde Park. Hon var i sin ungdom socialist, men blev under första världskriget allt mer konservativ och anslöt sig slutligen till den högerextrema gruppen Empire League, i vilken hon 1928 blev Commander-in-Chief of the Women's Guild.